# Poddeterminanta
Poddeterminanta  (tudi minor) (oznaka {\displaystyle M_{ij}\,}) matrike {\displaystyle A\,}  je determinanta, ki pripada kvadratni matriki, ki jo dobimo iz matrike {\displaystyle A\,} tako, da v tej matriki izbrišemo eno vrstico in en stolpec. Dobljeno poddeterminanto označimo z {\displaystyle M_{ij}\,}. 
Kadar v kvadratni matriki {\displaystyle n\times n\,} brišemo i-to vrstico in j-ti stolpec, dobimo matriko z razsežnostjo {\displaystyle n-1\times n-1\,}. Če brišemo samo po en stolpec in eno vrstico, dobimo prvo poddeterminanto (tudi prvi minor), če pa brišemo po dve vrstici in dva stolpca, pa dobimo drugo poddeterminanto (tudi drugi minor) . 

## Povezava med kofaktorjem in poddeterminanto
Kofaktor {\displaystyle C_{ij}\,} kvadratne matrike {\displaystyle A\,} je zmnožek števila {\displaystyle (-1)^{i+j}\,} in pripadajoče poddeterminante {\displaystyle M_{ij}\,}, ki ima razsežnost {\displaystyle n-1\times n-1\,}
{\displaystyle C_{ij}=(-1)^{i+j}.M_{ij}\,}
kjer je 
- {\displaystyle C_{ij}\,} kofaktor
- {\displaystyle M_{ij}\,} poddeterminanta, ki nastane z brisanjem i-te vrstice in j-tega stolpca

Pri tem pa matriko z elementi {\displaystyle C_{ij}\,} imenujemo matriko kofaktorjev.
Transponirana matrika matrike kofaktorjev se imenuje adjungirana (prirejena) matrika.

## Primer
Recimo, da imamo matriko
{\displaystyle {\begin{pmatrix}\,\,\,1&4&7\\\,\,\,3&0&5\\-1&9&\!11\\\end{pmatrix}}}
Če hočemo določiti kofaktor {\displaystyle C_{23}\,} moramo v determinanti izbrisati vrstico 2 in stolpec 3. To nam da za pripadajočo poddeterminanto, ki jo označimo z {\displaystyle M_{23}\,}, vrednost
{\displaystyle {\begin{vmatrix}\,\,\,1&4\,\\-1&9\,\\\end{vmatrix}}=(9-(-4))=13}.
Iz tega sledi, da je 
{\displaystyle C_{23}=(-1)^{2+3}.M_{23}=-13\,}.

## Glavna poddeterminanta
Kadar je {\displaystyle i=j\,}, potem se poddeterminanta {\displaystyle M_{ij}\,} imenuje glavna poddeterminanta matrike (glavni minor).